# Davaiac
Davayat és un municipi francès situat al departament del Puèi Domat i a la regió d'Alvèrnia-Roine-Alps. L'any 2007 tenia 565 habitants.

## Demografia

### Població
El 2007 la població de fet de Davayat era de 565 persones. Hi havia 212 famílies de les quals 32 eren unipersonals (12 homes vivint sols i 20 dones vivint soles), 72 parelles sense fills, 92 parelles amb fills i 16 famílies monoparentals amb fills.
La població ha evolucionat segons el següent gràfic:
Habitants censats

### Habitatges
El 2007 hi havia 243 habitatges, 219 eren l'habitatge principal de la família, 7 eren segones residències i 17 estaven desocupats. 232 eren cases i 11 eren apartaments. Dels 219 habitatges principals, 182 estaven ocupats pels seus propietaris, 33 estaven llogats i ocupats pels llogaters i 4 estaven cedits a títol gratuït; 1 tenia una cambra, 8 en tenien dues, 28 en tenien tres, 64 en tenien quatre i 118 en tenien cinc o més. 173 habitatges disposaven pel capbaix d'una plaça de pàrquing. A 47 habitatges hi havia un automòbil i a 162 n'hi havia dos o més.

### Piràmide de població
La piràmide de població per edats i sexe el 2009 era:
| Homes | Edats   | Dones |
| ----- | ------- | ----- |
| 0     | 95 o +  | 0     |
| 0     | 90 a 94 | 0     |
| 0     | 85 a 89 | 4     |
| 8     | 80 a 84 | 8     |
| 0     | 75 a 79 | 0     |
| 0     | 70 a 74 | 4     |
| 12    | 65 a 69 | 4     |
| 20    | 60 a 64 | 20    |
| 8     | 55 a 59 | 16    |
| 32    | 50 a 54 | 28    |
| 20    | 45 a 49 | 16    |
| 36    | 40 a 44 | 20    |
| 12    | 35 a 39 | 24    |
| 16    | 30 a 34 | 20    |
| 8     | 25 a 29 | 16    |
| 16    | 20 a 24 | 20    |
| 20    | 15 a 19 | 8     |
| 28    | 10 a 14 | 32    |
| 20    | 5 a 9   | 4     |
| 16    | 0 a 4   | 16    |

## Economia
El 2007 la població en edat de treballar era de 398 persones, 296 eren actives i 102 eren inactives. De les 296 persones actives 279 estaven ocupades (149 homes i 130 dones) i 17 estaven aturades (6 homes i 11 dones). De les 102 persones inactives 49 estaven jubilades, 23 estaven estudiant i 30 estaven classificades com a «altres inactius».

### Ingressos
El 2009 a Davayat hi havia 225 unitats fiscals que integraven 581 persones, la mediana anual d'ingressos fiscals per persona era de 21.500 €.

### Activitats econòmiques
Dels 19 establiments que hi havia el 2007, 1 era d'una empresa extractiva, 7 d'empreses de construcció, 2 d'empreses de comerç i reparació d'automòbils, 2 d'empreses d'hostatgeria i restauració, 1 d'una empresa immobiliària, 4 d'empreses de serveis i 2 d'entitats de l'administració pública.
Dels 8 establiments de servei als particulars que hi havia el 2009, 2 eren guixaires pintors, 1 lampisteria, 2 electricistes, 1 empresa de construcció, 1 restaurant i 1 agència immobiliària.
L'any 2000 a Davayat hi havia 6 explotacions agrícoles que ocupaven un total de 198 hectàrees.

## Equipaments sanitaris i escolars
El 2009 hi havia una escola elemental integrada dins d'un grup escolar amb les comunes properes formant una escola dispersa.

## Poblacions més properes
El següent diagrama mostra les poblacions més properes.